# حفل توزيع جوائز الأوسكار الخامس والثمانون
حفل توزيع جوائز الأوسكار 2013  هو الحفل الخامس والثمانون في تاريخ جوائز الأوسكار. وتمّ بثّ الحفل على قناة ABC الأمريكية وDubai One وOSN وMBC2 في الشرق الأوسط وشمال أفريقيا. أقيم في الرابع والعشرين من شهر فبراير 2013، على مسرح كوداك في كاليفورنيا، الولايات المتحدة الأمريكية. قدم الحفل سيث ماكفارلن.

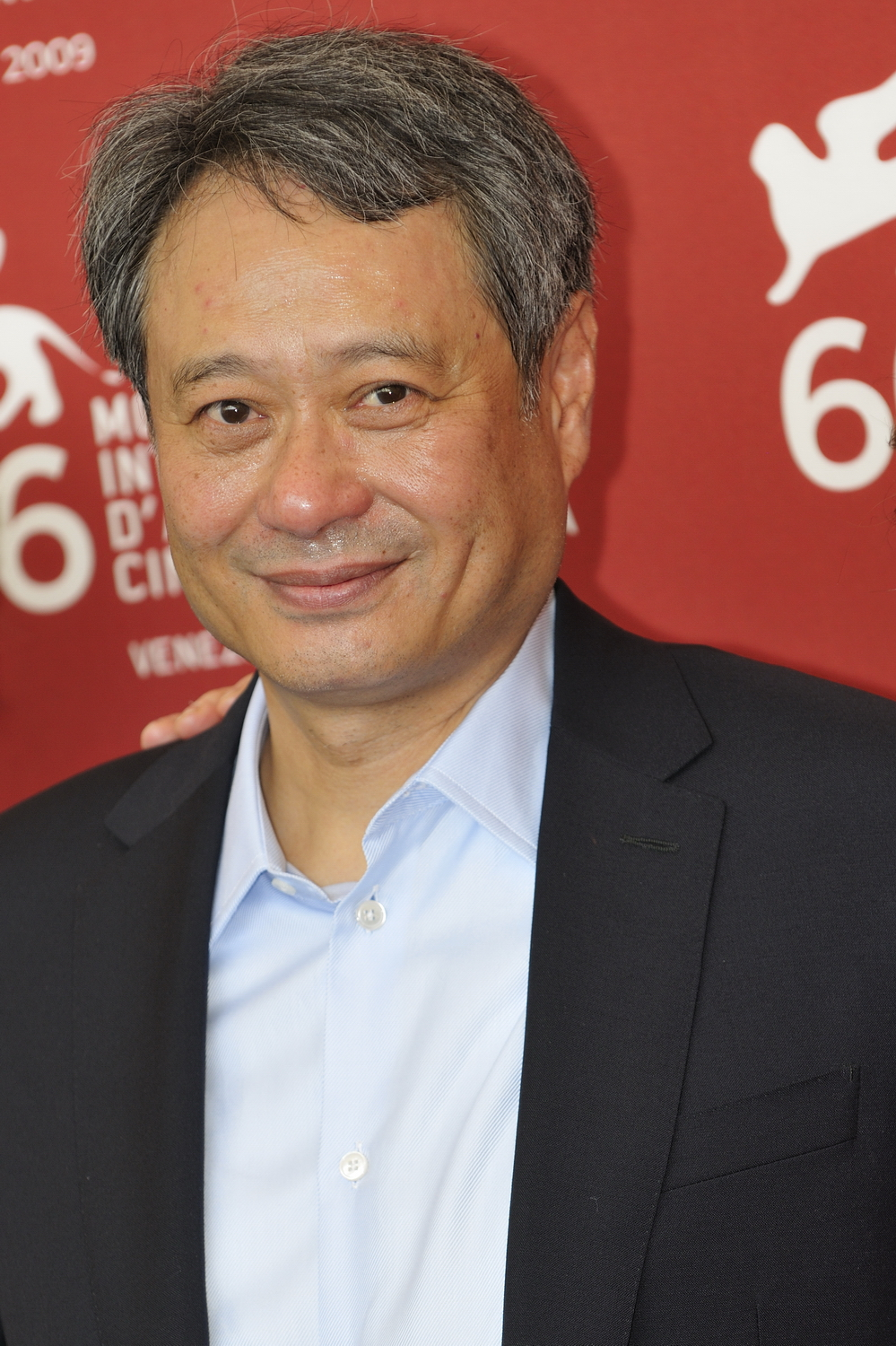
حصل أنغ لي على جائزة أفضل مخرج

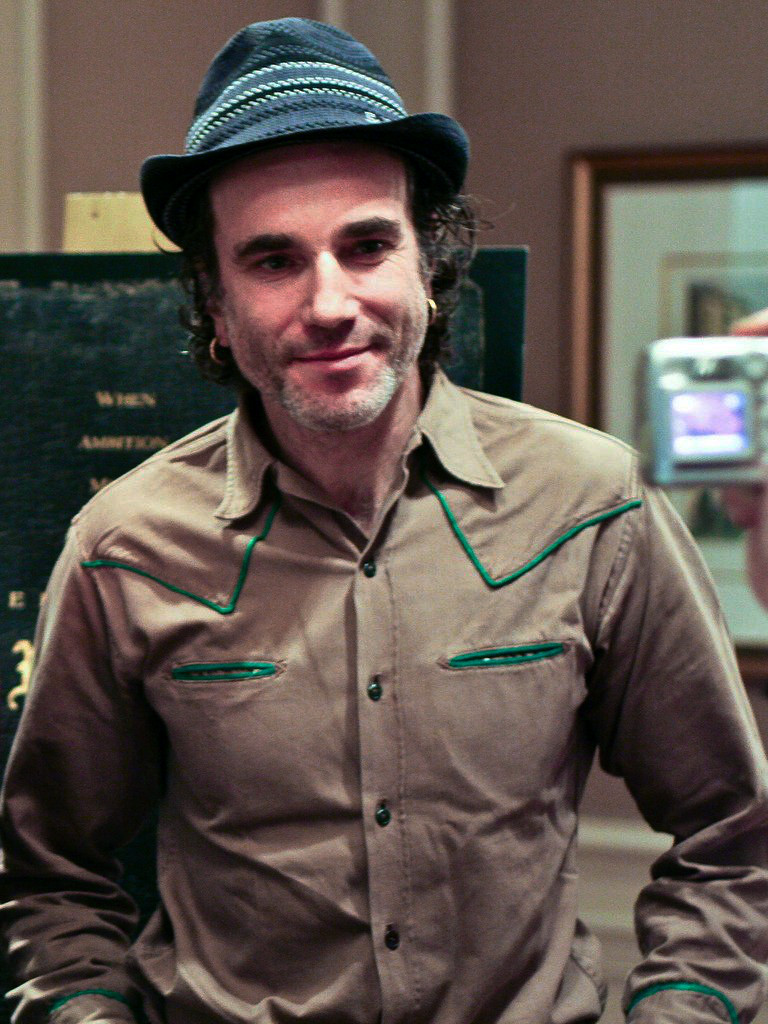
حصل دانيال دي لويس على جائزة أفضل ممثل

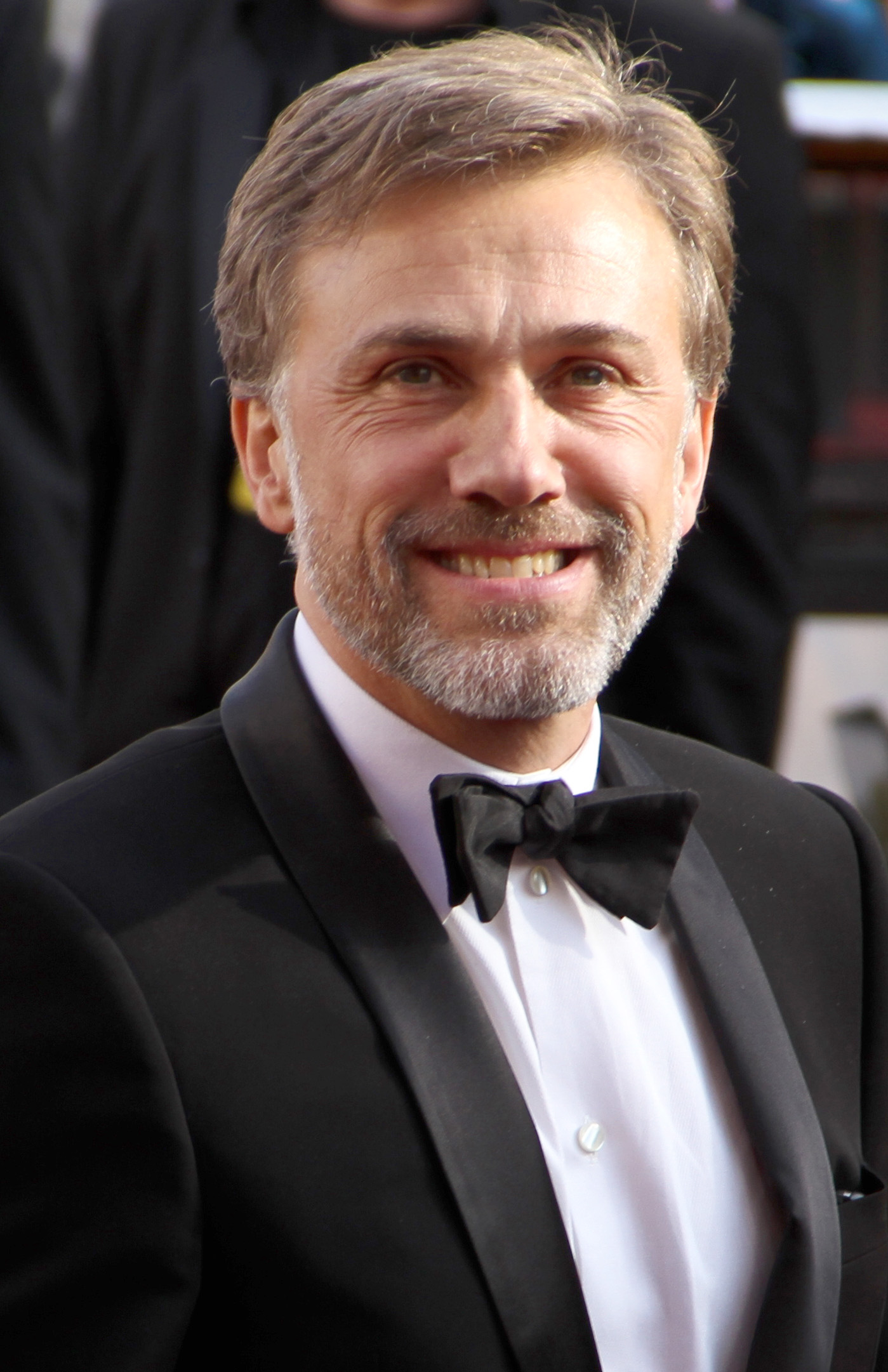
حصل كريستوف فالتز على جائزة أفضل ممثل مساعد

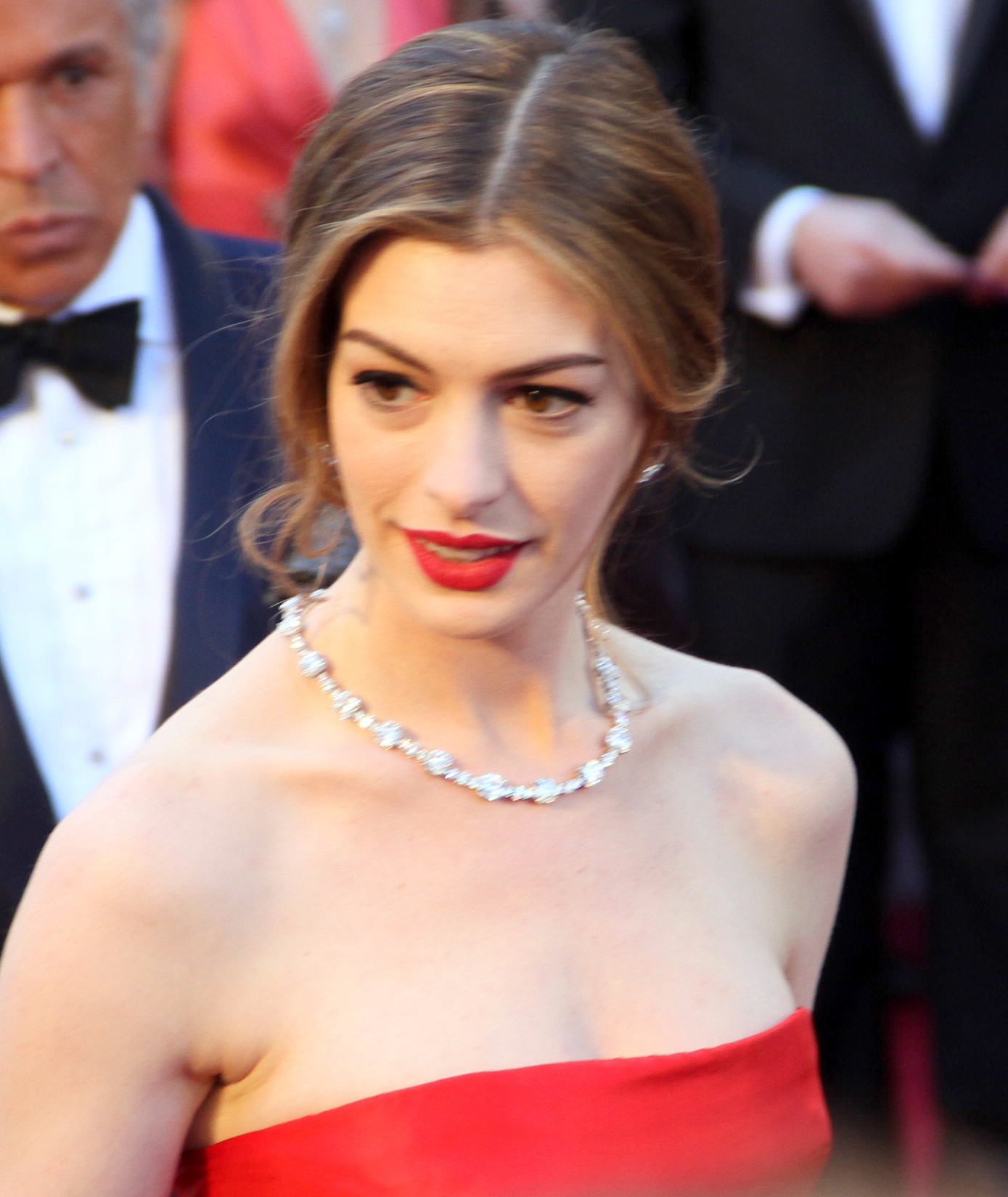
حصلت آن هاثاواي على جائزة أفضل ممثلة مساعدة

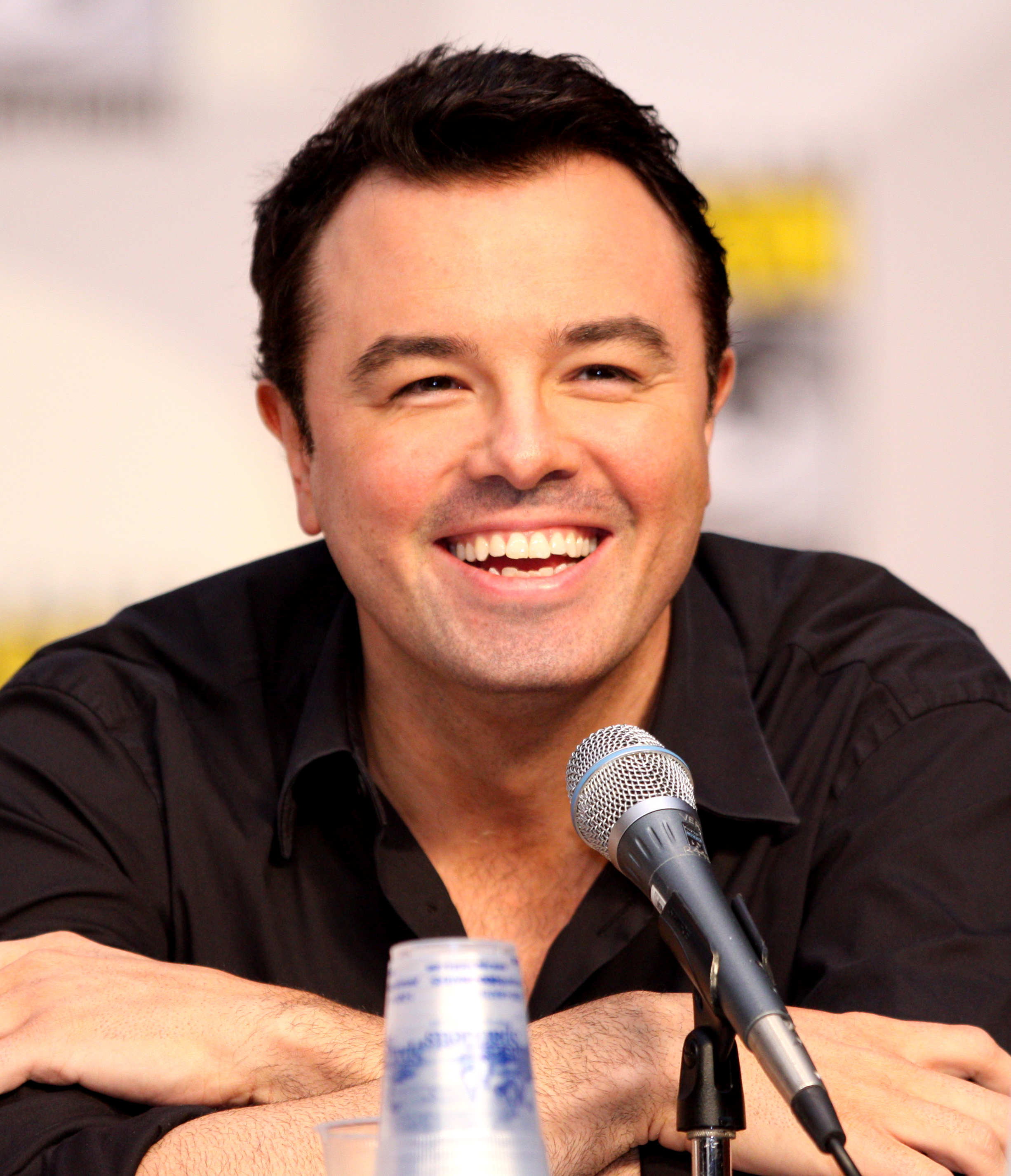
سيث ماكفارلن مقدم الحفل

## المرشحون والفائزون
أعلنت الترشيحات لحفل جوائز الأوسكار الـ 85 يوم 10 يناير 2013، في مسرح صامويل جولدن في مقر الأكاديمية في بيفرلي هيلز، وأعلنها مقدم الحفل سيث ماكفارلن.

أكثر فيلم حاز على ترشيحات هو فيلم لينكون بـ 12 ترشيح، يليه فيلم حياة باي بـ 11 ترشيح

### الجوائز
الفائز في كل جائزة يكون في المقدمة
| جائزة الأوسكار لأفضل فيلم | جائزة الأوسكار لأفضل مخرج |
| --- | --- |
| - آرغو – بن أفليك، جورج كلوني - الحب – مارغريت منغوس، ستيفان أرنت، فايت هايدوشكا، مايكل كاتز - وحوش البرية الجنوبية – دان جانفي، جوش بن، مايكل جوتولد - تحرير جانغو – ستايسي شير، ريجنالد هدلن، بيلار سافون - البؤساء – تيم بفين، إريك فيلنر، ديبرا هايوارد، كاميرون ماكينتوش - حياة باي – أنغ لي، جيل نيتر، ديفيد وومارك - لينكون – ستيفن سبيلبرغ، كاثلين كينيدي - المعالجة بالسعادة – دونا جيكليودي، بروس كوهين، جوناثان جوردون - زيرو دارك ثيرتي – مارك بول، كاثرين بيغلو، ميغان أليسون | - أنغ لي – حياة باي - مايكل هاينيكي – الحب - ديفيد أو. راسيل - المعالجة بالسعادة - ستيفن سبيلبرغ – لينكون - بينه زيتلن - وحوش البرية الجنوبية |
| جائزة الأوسكار لأفضل ممثل | جائزة الأوسكار لأفضل ممثلة |
| - دانيال دي لويس – لينكون - برادلي كوبر – المعالجة بالسعادة - هيو جاكمان – البؤساء - خواكين فينيكس – السيد - دنزل واشنطن – رحلة طيران (فيلم) | - جينفير لورنس – المعالجة بالسعادة - جيسيكا شاستاين – زيرو دارك ثيرتي - إيمانويل ريفا – الحب - كوفينزانيه واليس – وحوش البرية الجنوبية - نعومي واتس – المستحيل |
| جائزة الأوسكار لأفضل ممثل مساعد | جائزة الأوسكار لأفضل ممثلة مساعدة |
| - كريستوف فالتز – جانغو متحرر - آلان آركين – آرغو - روبرت دي نيرو – المعالجة بالسعادة - فيليب سيمور هوفمان – السيد - تومي لي جونز – لينكون | - آن هاثاواي – البؤساء - إيمي آدمز – (2012 film) - سالي فيلد – لينكون - هيلين هنت – الجلسات - جاكي ويفر – المعالجة بالسعادة |
| جائزة الأوسكار لأفضل كتابة (سيناريو أصلي) | جائزة الأوسكار لأفضل كتابة (سيناريو مقتبس) |
| - تحرير جانغو – كوينتن تارانتينو - الحب – مايكل هاينيكي - رحلة طيران – - مملكة بزوغ القمر – ويس أندرسون - زيرو دارك ثيرتي – | - آرجَو – - حياة باي – حياة باي by يان مارتل - لينكون – - المعالجة بالسعادة – |
| جائزة الأوسكار لأفضل فيلم صور متحركة | جائزة الأوسكار لأفضل فيلم بلغة أجنبية |
| - برايف - فرانكنويني - بارانورمان - رالف المدمر - القراصنة! عصابة من غير الأسوياء | - الحب (النمسا) - كون تيكي (النرويج) - لا (تشيلي) - علاقة ملكية (الدنمارك) - شبح الحرب (كندا) |
| جائزة الأوسكار لأفضل فيلم وثائقي | جائزة الأوسكار لأفضل فيلم وثائقي (موضوع قصير) |
| - البحث عن رجل السكر - - خمس كاميرات محطمة - عماد برناط وجاي دافيدي - حراس البوابة - - كيف تنجو من وباء - - الحرب الخفية - | - برئ - - Kings Point - - Mondays at Racine - - Open Heart - - Redemption - |
| أفضل فيلم روائى قصير | أفضل فيلم رسوم متحركة قصير |
| - حظر التجول – Shawn Christensen - Asad – بريان باكلي Mino Jarjoura - Buzkashi Boys – Sam French Ariel Nasr - Death of a Shadow (Dood Van Een Schaduw) – Tom Van Avermaet Ellen De Waele - Henry – Yan Engl | - رجل الورق - Adam and Dog - Fresh Guacamole - Head over Heels - The Longest Daycare |
| جائزة الأوسكار لأفضل موسيقى تصويرية | جائزة أفضل أغنية |
| - حياة باي – مايكل دانا - آرجَو – ألكسندر ديسبلا - لينكون – جون ويليامز - سكايفول – توماس نيومان | - أغنية سكايفول للفنانة البريطانية أديل - من فيلم سكايفول - أغنية قبل زماني تأليف وتلحين ح. رالف - من فيلم مطاردة الجليد - "Everybody Needs a Best Friend" from تيد (فيلم 2012) – سيث ماكفارلن - "Pi's Lullaby" from حياة باي – - "Suddenly" from البؤساء – ألان بوبليل |
| جائزة أفضل مونتاج صوت | جائزة أفضل مكساج صوت |
| - سكايفول – - زيرو دارك ثيرتي – - آرغو – - جانغو متحرر – - حياة باي – | - البؤساء – Hayes - آرغو – - حياة باي – - لينكون – - سكايفول – |
| جائزة أفضل مونتاج | جائزة أفضل تصوير |
| - لينكون – - الهوبيت : رحلة غير متوقعة – - البؤساء – - حياة باي – | - حياة باي – - تحرير جانغو – - لينكون – - سكايفول – |
| جائزة أفضل ماكياج | جائزة أفضل تصميم ملابس |
| - البؤساء – ليزا ويستكوت و جولي دارتنيل - الهوبيت : رحلة غير متوقعة – | - آنا كارنينا – جاكلين دوران - البؤساء – - لينكون – - مرآة مرآة – إيكو إيشوكا - بياض الثلج و الصياد – |
| جائزة الأوسكار لأفضل تحرير فيلم | جائزة الأوسكار لأفضل تأثيرات بصرية |
| - آرغو – - حياة باي – - لينكون – - المعالجة بالسعادة – - زيرو دارك ثيرتي – | - حياة باي – - الهوبيت : رحلة غير متوقعة – - المنتقمون – - برومثيوس – - بياض الثلج و الصياد – - |

## أفلام نالت أكثر من ترشيح
نال 15 فيلم على أكثر من ترشيح لجوائز الأوسكار لهذا العام، وهي:
- 12 ترشيح فيلم لينكون
- 11 ترشيح فيلم حياة باي
- 8 ترشيحات فيلم البؤساء و فيلم المعالجة بالسعادة
- 7 ترشيحات فيلم آرجَو
- 5 ترشيحات فيلم الحب و فيلم جانغو متحرر و فيلم سكايفول و فيلم زيرو دارك ثيرتي
- 4 ترشيحات فيلم آنا كارنينا و فيلم وحوش البرية الجنوبية
- 3 ترشيحات فيلم الهوبيت : رحلة غير متوقعة و فيلم السيد
- ترشيحين فيلم رحلة طيران و فيلم بياض الثلج والصياد

## الإنجازات
شهد حفل جوائز الأوسكار الـ 85 بعض الأمور التي تحدث لأول مرة أو حدثت منذ زمن بعيد، ومنها:
- أصبح فيلم آرجَو أول فيلم منذ 23 سنة يفوز بجائزة الأوسكار لجائزة أفضل فيلم ولم يترشح مخرجه لجائزة أفضل إخراج آخر فيلم حدث له مثل هذا الأمر هو فيلم توصيل الأنسة دايزي عام 1989م.
- فيلم الحب أول فيلم أجنبي منذ 12 سنة يترشح لجائزتي أفضل فيلم و أفضل فيلم أجنبي .
- فيلم الحب أول فيلم أجنبي منذ 6 سنوات يترشح لجائزة أفضل فيلم، آخر فيلم كان فيلم رسائل من إيوو جيما عام 2006 م.
- أصبح الممثل دانيال دي لويس أول ممثل في تاريخ جوائز الأوسكار يفوز بجائزة أفضل ممثل لـ 3 مرات ( 1989، 2007، 2012).
- أصبحت الممثلة إيمانويل ريفا 85 عاماأكبر ممثلة سِنّاً يتم ترشيحها لجائزة أفضل ممثلة . الرقم السابق كان للمثلة جيسيكا تاندي التي ترشحت وفازت وهي بسن الـ 80 عاماً عن فيلمها توصيل الأنسة دايزي عام 1989 .
- أصغر ممثلة يتم ترشيحها لجائزة الأوسكار لأفضل ممثلة هي الطفلة كوفينزانيه واليس 9 سنوات عن فيلم وحوش البرية الجنوبية .
- الممثلة جينفير لورنس 22 عام هي أصغر ممثلة يتم ترشيحها مرتين لجائزة أفضل ممثلة .
- فيلم المعالجة بالسعادة هو أول فيلم منذ عام 1981 يترشح في جوائز أفضل تمثيل الأربعة .
- استديو والت ديزني لم تحصل على عدد كبير من الترشيحات في جوائز الأوسكار منذ عام 1965 حينما حصل فيلم ماري بوبينز على 13 ترشيح، ولكن في هذا العام نالت الشركة على 17 ترشيح وهو أكبر عدد من الترشيحات يناله استديو في عام واحد في تاريخ جائزة الأوسكار ، وكانت الترشيحات التي نالها استديو والت ديزني كالآتي: 12 ترشيح عن فيلم لينكون وترشيح واحد للأفلام التالية المنتقمون ، و فيلم برايف و فيلم فرانكين ويني و فيلم رجل الورق و فيلم رالف المدمر .

## روابط خارجية
- حفل توزيع جوائز الأوسكار الخامس والثمانون على موقع IMDb (الإنجليزية)